# GBAS
GBAS, abreviatura inglesa de Ground Based Augmentation System (Sistema de Aumentación Basado en Tierra), es un sistema de corrección y aumento de señales de los Sistemas Globales de Navegación por Satélite (GNSS) a través de una red de receptores terrestres trasmitiendo en las bandas VHF y UHF. Como el resto de sistemas de aumentación GNSS (SBAS y ABAS) se componen comúnmente de una o varias estaciones terrestres, en las que se conoce su posición precisa, y que reciben los datos de cada GNSS. Una vez corregida la señal trasmite la información directamente mediante radio a los usuarios finales.
GBAS se diferencian de los Sistema de Aumentación Basado en Satélites en que no dependen de satélites geoestacionarios debido a que el GBAS no está diseñado para dar servicio sobre amplias regiones geográficas. Es por ello que su uso principal se dé en el control del tráfico aéreo de apoyo a las fases de aproximación de precisión y operaciones RNAV en área terminal, mediante el despliegue con carácter local de estaciones en tierra en el entorno aeroportuario.
GBAS también puede proporcionar correcciones a la señal telemétrica de los satélites geoestacionarios del SBAS.

## Finalidades específicas en la navegación aérea
Los sistemas GPS y GLONASS, aumentados con el sistema SBAS, están limitados a aproximaciones de Categoría I (CAT I). En la actualidad, con los recursos técnicos disponibles, sólo se puede garantizar con ese sistema aproximaciones con guiado vertical APV-I, y APV-II (menor categoría que la CAT I). El GBAS es más preciso que aquel en las inmediaciones del aeropuerto (de 30 a 50 kilómetros), permitiendo la ejecución de aproximaciones de precisión CAT I, II y III, e inclusive sería capaz de guiar a las aeronaves en aterrizajes automáticos (autoland).
En la actualidad existen desarrollos de sistemas GBAS que permitirían la guía para hasta 49 aproximaciones de precisión (hasta CAT III, aunque esto está todavía bajo estudio) dentro de su cobertura VDB, prestando servicio a varias pistas y posiblemente a más de un aeródromo[cita requerida].

## Funcionamiento
Una estación terrena GBAS es instalada próxima a un aeropuerto con un conocimiento muy preciso de su posición. El GBAS vigila las señales GPS o GLONASS en un aeródromo y transmite correcciones diferenciales de pseudodistancia, mensajes de integridad locales y datos de aproximación (esto lo diferencia ampliamente del DGPS convencional) directamente al receptor de a bordo mediante una radiodifusión de datos VHF (VDB). 
- Datos: Q5872792